# Russische Poolbillard-Meisterschaft 2019
Die russische Poolbillard-Meisterschaft 2019 war ein Poolbillardturnier, das vom 11. bis 15. November 2019 im Playpool in Sankt Petersburg ausgetragen wurde. Ermittelt wurden die russischen Meister in den Disziplinen 8-Ball, 9-Ball, 10-Ball und 14/1 endlos.
Erfolgreichster Spieler war Fjodor Gorst, der in drei Disziplinen Meister wurde und dabei im 10-Ball seinen Titel aus dem Vorjahr verteidigte. Lediglich im 8-Ball musste sich der 19-Jährige im Viertelfinale Konstantin Stepanow geschlagen geben. Ruslan Tschinachow wurde durch einen 8:7-Finalsieg gegen Stepanow zum fünften Mal russischer 8-Ball-Meister.
Bei den Damen gewannen Kristina Tkatsch und Walerija Truschewskaja jeweils zwei Goldmedaillen. Während Tkatsch im 10-Ball und 8-Ball im Viertelfinale scheiterte, erzielte Truschewskaja mit Bronze im 9-Ball eine weitere Podestplatzierung und schied im 14/1 endlos als Titelverteidigerin im Viertelfinale aus.

## Medaillengewinner
| Wettbewerb           | Gold                   | Silber              | Bronze                 |
| -------------------- | ---------------------- | ------------------- | ---------------------- |
| Herren – 14/1 endlos | Fjodor Gorst           | Konstantin Stepanow | Maxim Dudanez          |
| Herren – 14/1 endlos | Fjodor Gorst           | Konstantin Stepanow | Wadim Schtscherbakow   |
| Herren – 10-Ball     | Fjodor Gorst           | Ruslan Tschinachow  | Maxim Dudanez          |
| Herren – 10-Ball     | Fjodor Gorst           | Ruslan Tschinachow  | Andrei Seroschtan      |
| Herren – 8-Ball      | Ruslan Tschinachow     | Konstantin Stepanow | Andrei Seroschtan      |
| Herren – 8-Ball      | Ruslan Tschinachow     | Konstantin Stepanow | Sergei Luzker          |
| Herren – 9-Ball      | Fjodor Gorst           | Sergei Luzker       | Iljas Chairullin       |
| Herren – 9-Ball      | Fjodor Gorst           | Sergei Luzker       | Konstantin Stepanow    |
| Damen – 14/1 endlos  | Kristina Tkatsch       | Jekaterina Schtepa  | Dina Fatychowa         |
| Damen – 14/1 endlos  | Kristina Tkatsch       | Jekaterina Schtepa  | Alexandra Guleikowa    |
| Damen – 10-Ball      | Walerija Truschewskaja | Olga Mitrofanowa    | Anastassija Masurowa   |
| Damen – 10-Ball      | Walerija Truschewskaja | Olga Mitrofanowa    | Dina Fatychowa         |
| Damen – 8-Ball       | Walerija Truschewskaja | Julija Posdejewa    | Olga Mitrofanowa       |
| Damen – 8-Ball       | Walerija Truschewskaja | Julija Posdejewa    | Walerija Popowa        |
| Damen – 9-Ball       | Kristina Tkatsch       | Milana Abdulowa     | Dina Fatychowa         |
| Damen – 9-Ball       | Kristina Tkatsch       | Milana Abdulowa     | Walerija Truschewskaja |